# Константиновська волость (Богучарський повіт)
Константиновська волость — історична адміністративно-територіальна одиниця Богучарського повіту Воронізької губернії з центром у слободі Константиновка.
Станом на 1880 рік складалася 11 поселень, 7 сільських громад. Населення — 14 585 особа (5719 чоловічої статі та 5742 — жіночої), 1559 дворових господарств.
|                     | Площа, десятин | У тому числі орної, дес. |
| ------------------- | -------------- | ------------------------ |
| Сільських громад    | 34148          | 28014                    |
| Приватної власності | 1742           | 1263                     |
| Іншої власності     | 268            | 174                      |
| Загалом             | 36158          | 29451                    |

Поселення волості на 1880 рік:
- Константиновка (Кантемирівка) — колишня державна слобода при річках Федоровка й Вшива за 95 верст від повітового міста, 5790 осіб, 861 двір, 2 православні церкви, школа, залізнична станція, поштова станція, 13 лавок, шкіряний завод, 101 вітряний млин, 2 ярмарки на рік. За 8 верст — постоялий двір. За 8 верст — залізнична станція Бик.
- Журавка — колишня державна слобода, 786 осіб, 73 двори, православна церква, 19 вітряних млинів, залізнична станція.
- Зайцівка — колишня державна слобода при річці Федоровка, 1840 осіб, 255 дворів, православна церква, 25 вітряних млинів, лавка, торжок.
- Колещатівка — колишня державна слобода, 1256 осіб, 180 дворів, православна церква, 19 вітряних млинів.

За даними 1900 року у волості налічувалось 55 поселень із переважно українським населенням, 8 сільських товариств, 125 будівель та установ, 1913 дворових господарств, населення становило 14 345 осіб (7193 чоловічої статі та 7152 — жіночої).
1915 року волосним урядником був Іван Денисович Зюбанов, старшиною був Михайло Федорович Хіманич, волосним писарем — Микола Іванович Коломійцев.